# FAKE LOVE (방탄소년단의 노래)
〈FAKE LOVE〉은 방탄소년단의 노래로, 세 번째 정규 음반인 《LOVE YOURSELF 轉 'Tear'》의 타이틀 곡이다. 2018년 5월 18일에 발표되었다.

## 뮤직 비디오
뮤직 비디오가 나오고 오후 10시 55분경 공개 4시간 55분만에 1000만 조회수를 달성했으며 8시간 54분만인 5월 19일 오전 2시 54분경 2000만 조회수를 달성했고  5일 후 8000만 조회수를 달성했으며 9일후에는 1억 조회수를 달성했다.

## 표절
2019년 11월 경, 같은 해 10월 29일에 발매된 이탈리아 래퍼인 세이엘(Seiell)의 노래 《Scenne nenne》가 이 노래를 표절했다는 논란이 퍼져나갔다. 해당 곡은 전체적인 흐름이 FAKE LOVE와 비슷했고, 이에 아미들이 해명을 요구했지만, 자신은 BTS의 존재 자체를 몰랐다고 하며, 방탄소년단을 저격하는 내용의 랩을 만들기도 했다. 현재는 유튜브의 뮤직비디오가 비공개 처리되어 있으며, 음원 스트리밍 사이트에서도 들을 수 없는 상태이다.

## 같이 보기
- 코리아 K-Pop 핫 100 1위 목록